# Childerik II
Koning Childerik II (circa 653 - herfst 675), zoon van Clovis II en Bathildis, werd koning van Austrasië na de dood van Childebert de Geadopteerde, de zoon van hofmeier Grimoald I.
Hij zou van 662 tot 675 over Austrasië heersen. Nadat de hofmeier Ebroin door de stadsgraven van Autun, Parijs en Lyon was gevangengenomen, kreeg Childerik II er Neustrië en Bourgondië bij.
In 675 kwam Ebroin vrij en werd Childerik II samen met zijn zwangere vrouw Bilichild (dochter van Sigibert III en Chimnechild) en hun vijfjarige zoon Dagobert door opstandige edelen in een bos nabij Chelles vermoord.

## Voorouders
| Voorouders van Childerik II | Voorouders van Childerik II                    | Voorouders van Childerik II                    | Voorouders van Childerik II                  | Voorouders van Childerik II                  | Voorouders van Childerik II                  | Voorouders van Childerik II                  | Voorouders van Childerik II                  | Voorouders van Childerik II                  |
| --------------------------- | ---------------------------------------------- | ---------------------------------------------- | -------------------------------------------- | -------------------------------------------- | -------------------------------------------- | -------------------------------------------- | -------------------------------------------- | -------------------------------------------- |
| Overgrootouders             | Chlotharius II (584-629) ∞ Bertrude (~590-618) | Chlotharius II (584-629) ∞ Bertrude (~590-618) | ? (-) ∞ ? (-)                                | ? (-) ∞ ? (-)                                | ? (–) ∞ ? (-)                                | ? (–) ∞ ? (-)                                | ?(–) ∞ ? (-)                                 | ?(–) ∞ ? (-)                                 |
| Grootouders                 | Dagobert I (584-629) ∞ Nanthilde (610-642)     | Dagobert I (584-629) ∞ Nanthilde (610-642)     | Dagobert I (584-629) ∞ Nanthilde (610-642)   | Dagobert I (584-629) ∞ Nanthilde (610-642)   | ? (-) ∞ ? (-)                                | ? (-) ∞ ? (-)                                | ? (-) ∞ ? (-)                                | ? (-) ∞ ? (-)                                |
| Ouders                      | Clovis II (637-655/58) ∞ Bathildis (626-680)   | Clovis II (637-655/58) ∞ Bathildis (626-680)   | Clovis II (637-655/58) ∞ Bathildis (626-680) | Clovis II (637-655/58) ∞ Bathildis (626-680) | Clovis II (637-655/58) ∞ Bathildis (626-680) | Clovis II (637-655/58) ∞ Bathildis (626-680) | Clovis II (637-655/58) ∞ Bathildis (626-680) | Clovis II (637-655/58) ∞ Bathildis (626-680) |
| Childerik II (653-675)      |                                                |                                                |                                              |                                              |                                              |                                              |                                              |                                              |